# Amphidelus stefanskii
Amphidelus stefanskii is een rondwormensoort uit de familie van de Alaimidae. De wetenschappelijke naam van de soort is voor het eerst geldig gepubliceerd in 1969 door Juget.